# Sagsai
Sagsai (tiếng Mông Cổ: Сагсай) là một sum của tỉnh Bayan-Ölgii tại miền tây Mông Cổ. Vào năm 2014, dân số của sum là 4.945 người. Dân cư chủ yếu là người Kazakh.

## Địa lý
Phía nam sum bị chi phối bởi các ngọn núi của dãy Altai. Ở phần trung tâm và phía bắc là các thung lũng của sông Khovd và Sagsai. Có nhiều hồ có nguồn gốc băng hà.
Động vật có hươu nai, sói, cáo, cáo corsac và thỏ rừng.
Có trữ lượng quặng sắt, thép, vật liệu xây dựng rất phong phú.

### Khí hậu
Khu vực có khí hậu sa mạc lạnh. Nhiệt độ trung bình hàng năm trong khu vực là 1 °C. Tháng ấm nhất là tháng 7, khi nhiệt độ trung bình là 20 °C và lạnh nhất là tháng 1, với -21 °C. Lượng mưa trung bình hàng năm là 339 mm. Tháng mưa nhiều nhất là tháng 6, với lượng mưa trung bình 81 mm và khô nhất là tháng 2, với lượng mưa 3 mm.

## Hành chính
Sum được chia thành 7 bag (xã):
- Dayan
- Dund Uul
- Khag
- Tsagaan Asgat
- Umnu Gol
- Uujim
- Yamaat

## Kinh tế và cơ sở hạ tầng

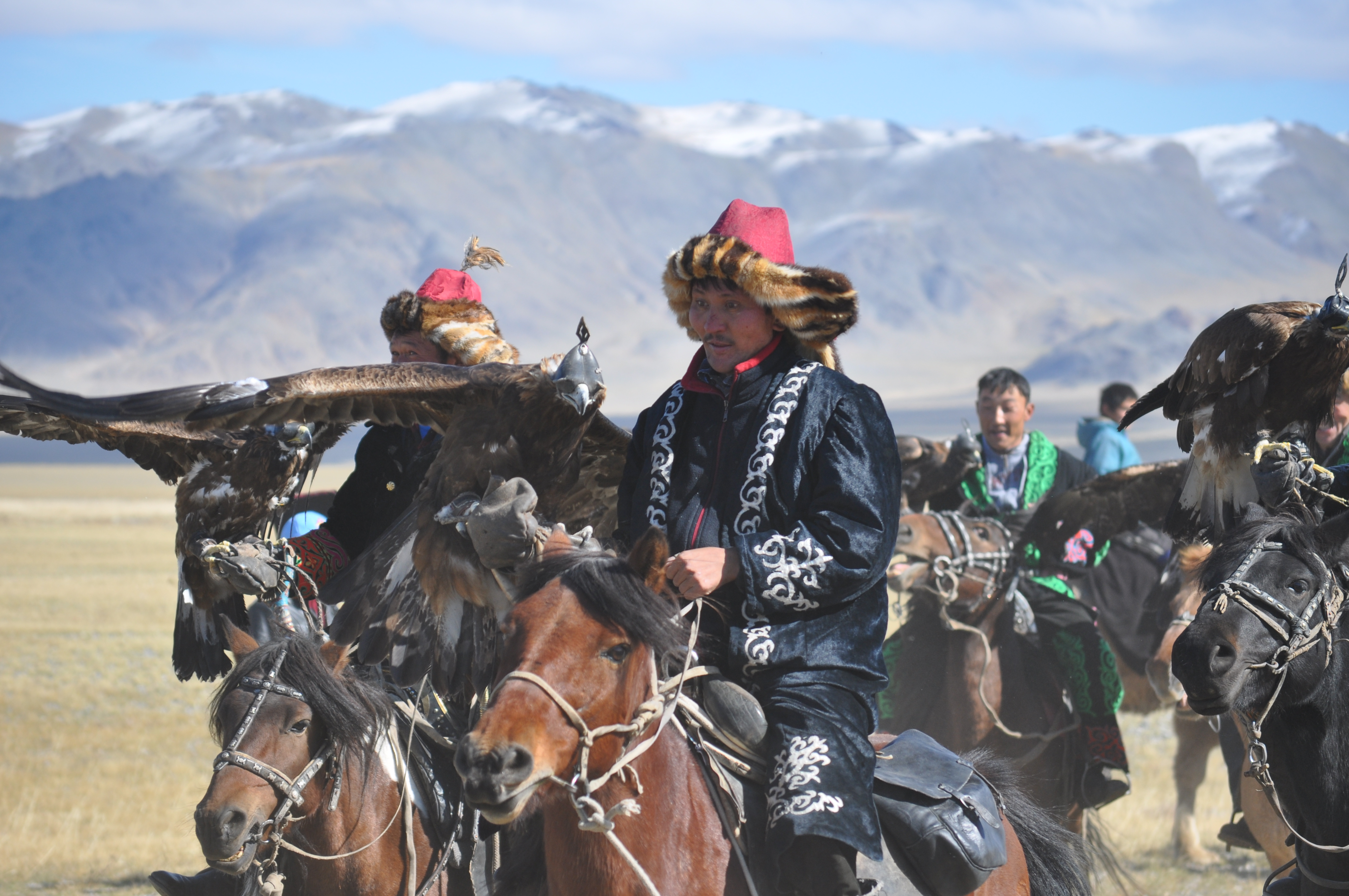
Các thợ săn đại bàng người Kazakh.

Lĩnh vực dịch vụ được phát triển tại sum, có một nhà nghỉ, một trường học và một bệnh viện.

## Dân số
Dân số sum vào năm 2009 là 5.089 người, đến năm 2014 giảm xuống còn 4.945 người.

## Văn hóa
Khu vực này là quê hương của một số lượng lớn thợ săn đại bàng sử dụng đại bàng vàng để săn cáo và thỏ rừng. Mỗi năm, Sagsai tổ chức Lễ hội đại bàng Kazakh Altai và Lễ hội đại bàng vàng Sagsai vào cuối tuần cuối tháng 9 để kỷ niệm di sản của nó.